# Sant Felitz de Lauragués
Sant Felitz de Lauragués (francès Saint-Félix-Lauragais) és un municipi francès situat al departament de l'Alta Garona, a la regió Occitània.
Hi nasqué el músic Déodat de Séverac, que visqué i morí a Ceret i tingué una forta vinculació amb Catalunya.

## Monument

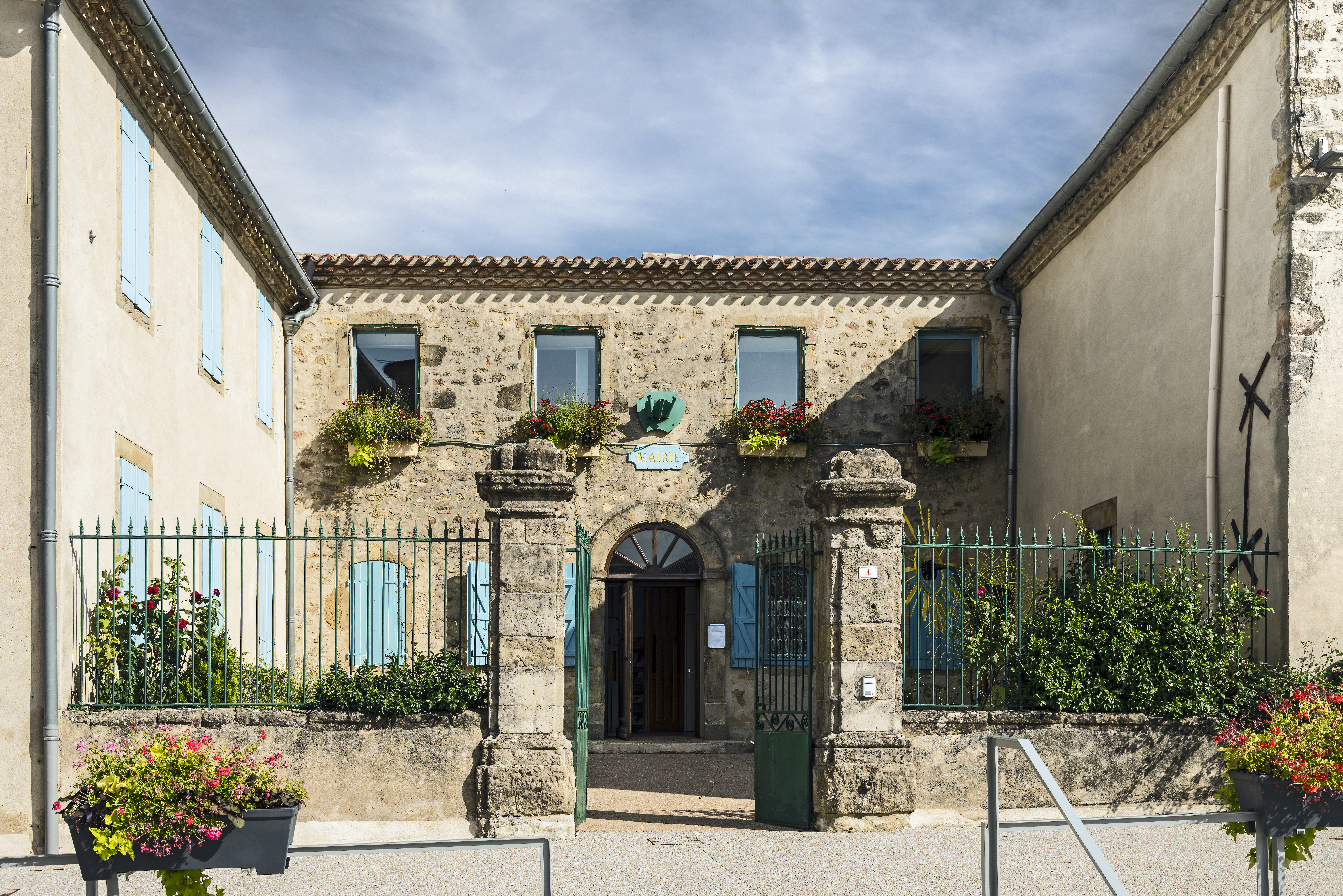
Ajuntament
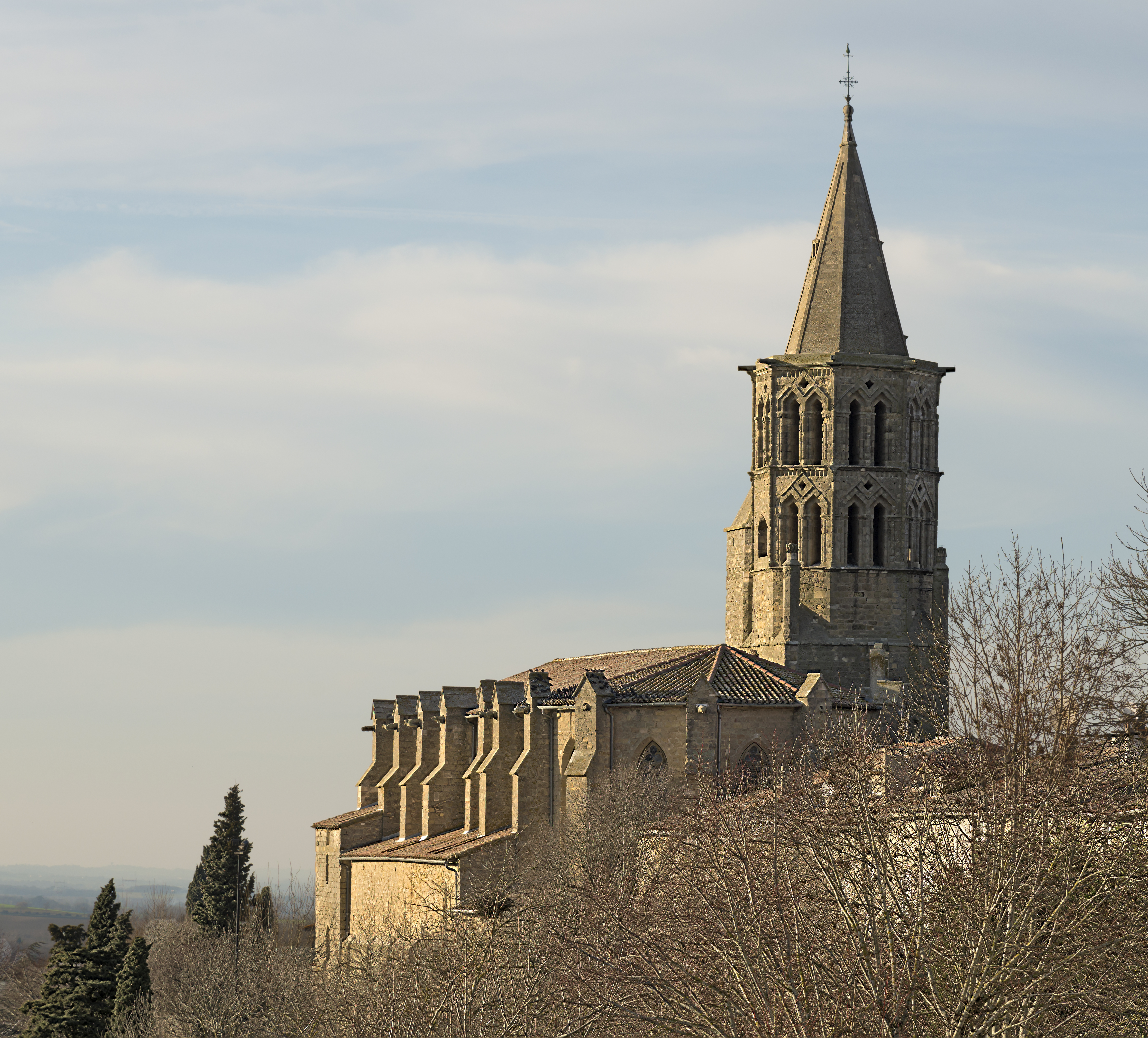
L'Església
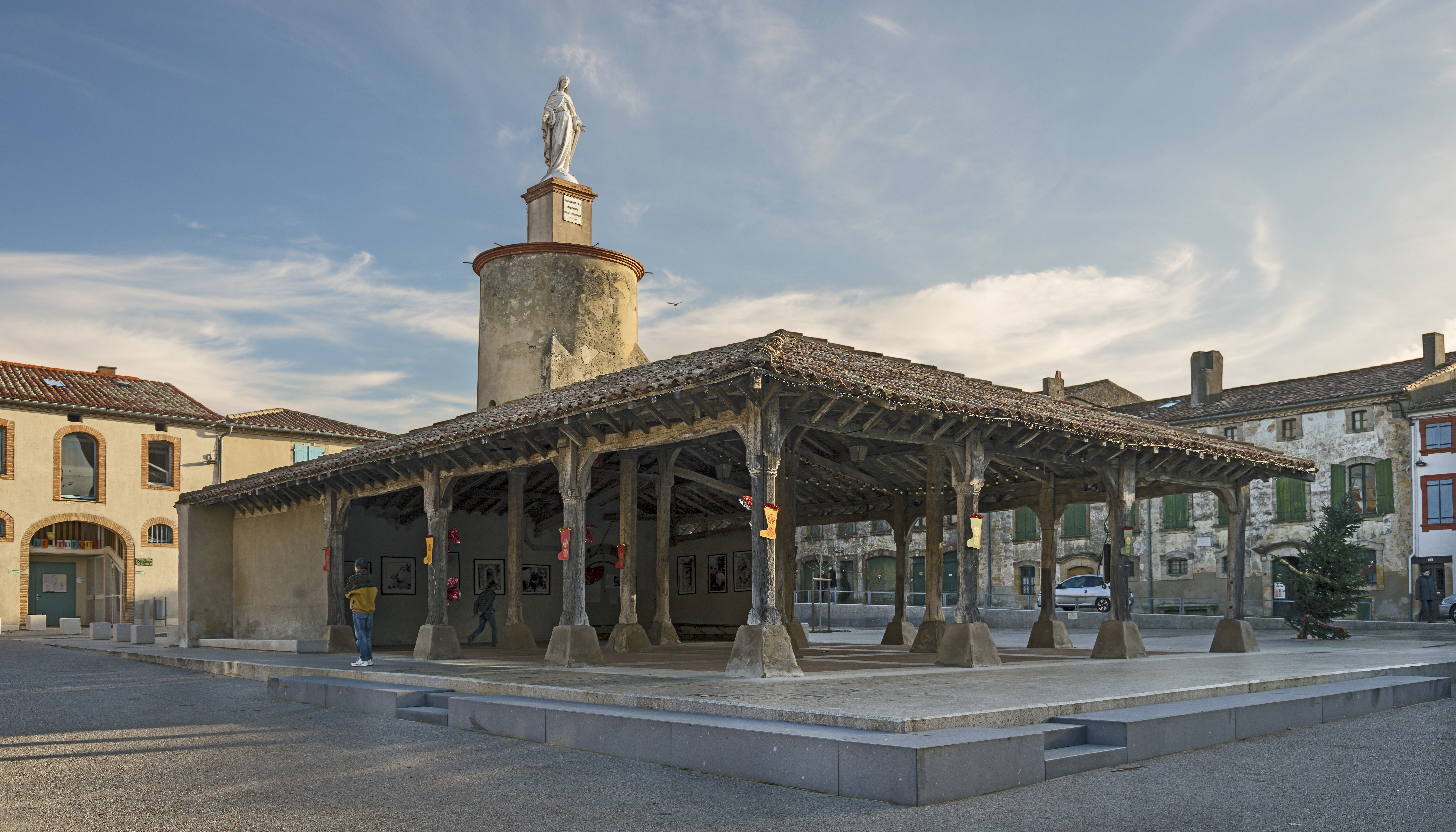
El mercat cobert
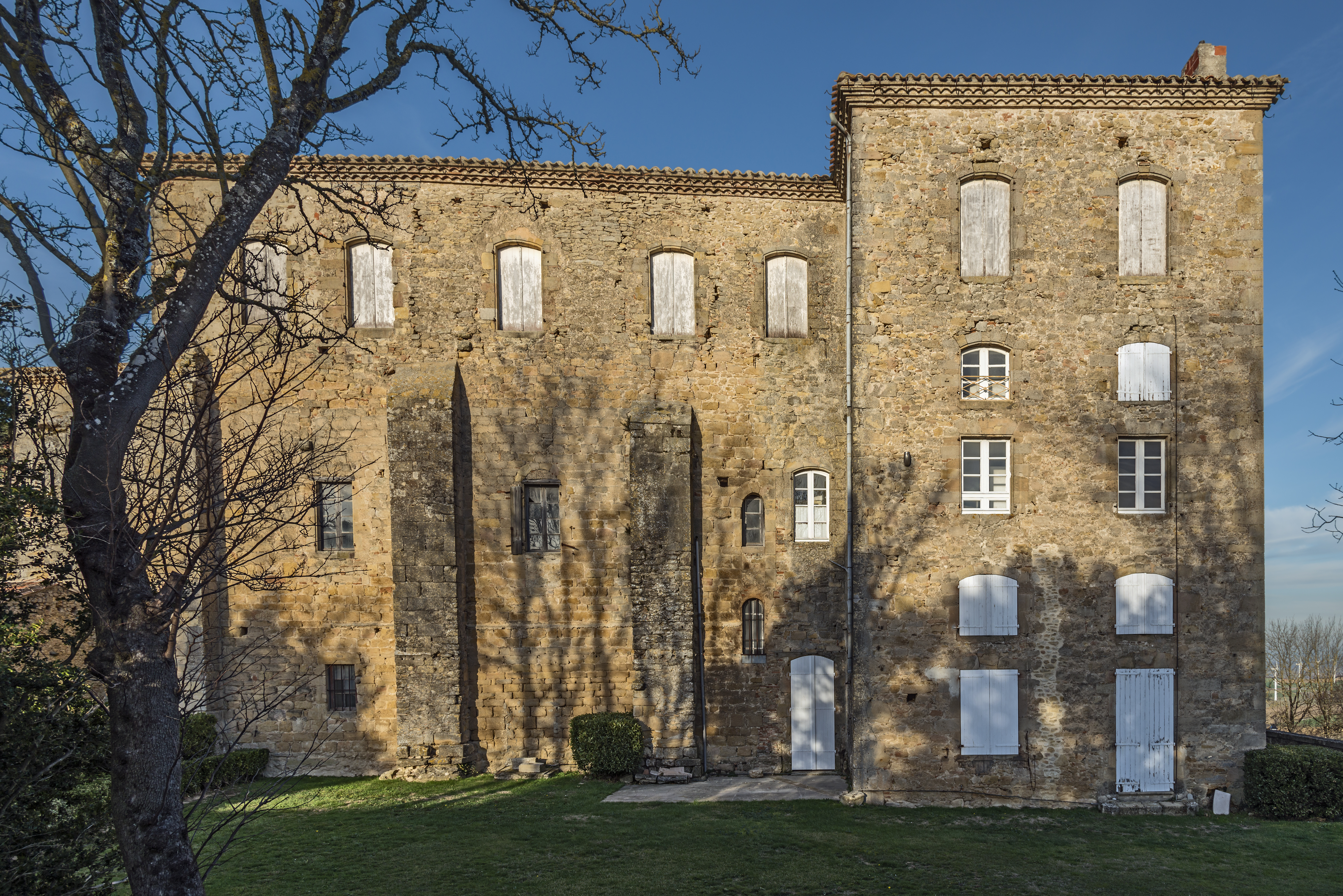
El castel
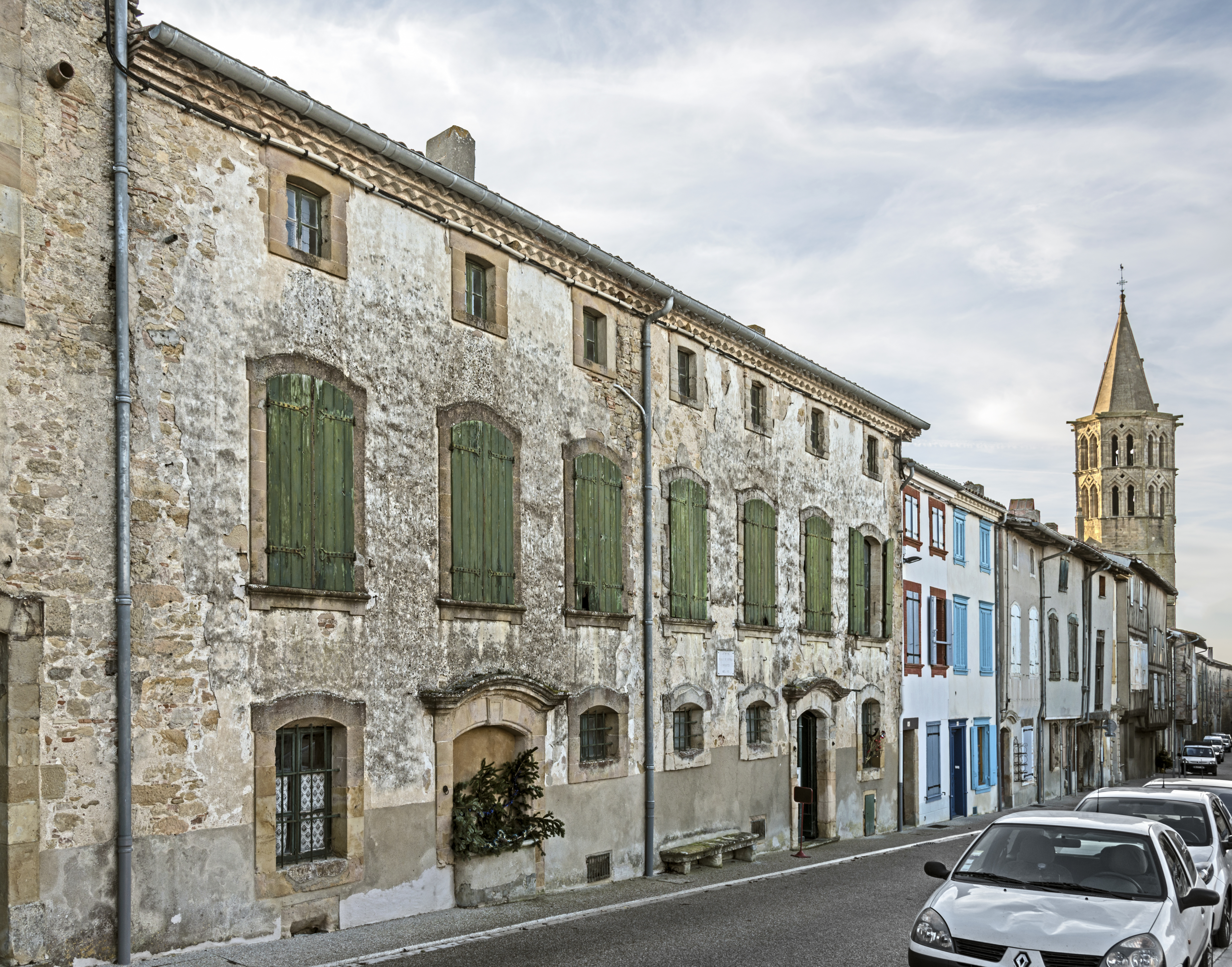
Casa natal de Déodat de Séverac